# Сельское поселение Высокое
Се́льское поселе́ние Высо́кое — муниципальное образование в Пестравском районе Самарской области.
После освобождения от крепостного права беднота Воронежской губернии стала организовываться группами для вольного поселения на неосвоенные земли.
Административный центр — село Высокое.

## Административное устройство
В состав сельского поселения Высокое входит 1 населённый пункт:
- село Высокое.